# Olympische Sommerspiele 1996/Kanu – Zweier-Kajak 500 m (Männer)
Die Wettkämpfe im Zweier-Kajak über 500 Meter bei den Olympischen Sommerspielen 1996 fanden vom 31. Juli bis 4. August 1996 auf dem Lake Lanier statt. Olympiasieger wurde das deutsche Boot vor den amtierenden Weltmeistern Beniamino Bonomi und Daniele Scarpa aus Italien.

## Ergebnisse

### Vorläufe
Die jeweils ersten drei Boote qualifizierten sich direkt für die Halbfinals, alle weiteren Boote für die Hoffnungsläufe.

#### Vorlauf 1
| Rang | Athleten                          | Nation     | Zeit         |
| ---- | --------------------------------- | ---------- | ------------ |
| 1    | Beniamino Bonomi Daniele Scarpa   | Italien    | 1:31,491 min |
| 2    | Maciej Freimut Adam Wysocki       | Polen      | 1:32,463 min |
| 3    | Jovino González Gregorio Vicente  | Spanien    | 1:32,791 min |
| 4    | Markus Oscarsson Staffan Malmsten | Schweden   | 1:33,411 min |
| 5    | Rui Fernandes Joaquim Queiróz     | Portugal   | 1:33,859 min |
| 6    | Karel Leština Jiří Polívka        | Tschechien | 1:34,107 min |
| 7    | Akram Jurabajew Witali Anossow    | Usbekistan | 1:39,291 min |

#### Vorlauf 2
| Rang | Athleten                          | Nation              | Zeit         |
| ---- | --------------------------------- | ------------------- | ------------ |
| 1    | Kay Bluhm Torsten Gutsche         | Deutschland         | 1:31,361 min |
| 2    | Daniel Collins Andrew Trim        | Australien          | 1:31,433 min |
| 3    | Oleg Gorobi Anatoli Tischtschenko | Russland            | 1:31,859 min |
| 4    | Thor Nielsen Jesper Staal         | Dänemark            | 1:32,641 min |
| 5    | Vidas Kupčinskas Vaidas Mizeras   | Litauen             | 1:36,685 min |
| 6    | Milko Kasanow Andrian Duschew     | Bulgarien           | 1:36,801 min |
| 7    | Xu Haifeng Wu Yubiao              | Volksrepublik China | 1:37,677 min |
| 8    | Ilfat Gatjatullin Dmitri Torlopow | Kasachstan          | 1:37,833 min |

#### Vorlauf 3
| Rang | Athleten                            | Nation             | Zeit         |
| ---- | ----------------------------------- | ------------------ | ------------ |
| 1    | Zsolt Gyulay Krisztián Bártfai      | Ungarn             | 1:32,030 min |
| 2    | Daniel Stoian Romică Șerban         | Rumänien           | 1:32,926 min |
| 3    | Stein Jorgensen John Mooney         | Vereinigte Staaten | 1:33,642 min |
| 4    | Roberto Heinze Flamand Ralph Heinze | Mexiko             | 1:36,918 min |
| 5    | David Taboureau Mark Vendeweyer     | Belgien            | 1:37,118 min |
| 6    | Diego Cánepa Sergio Mangín          | Argentinien        | 1:38,594 min |
| 7    | Conor Maloney Gary Mawer            | Irland             | 1:43,074 min |
| 8    | Andrey Mitkovets Yury Uliachenko    | Kirgisistan        | 1:43,722 min |

### Hoffnungsläufe
Die ersten vier Boote des jeweiligen Hoffnungslaufs und der zeitbessere Fünfte erreichten das Halbfinale. Somit schied nur das Boot aus Usbekistan aus.

#### Hoffnungslauf 1
| Rang | Athleten                            | Nation      | Zeit         |
| ---- | ----------------------------------- | ----------- | ------------ |
| 1    | Milko Kasanow Andrian Duschew       | Bulgarien   | 1:37,928 min |
| 2    | Markus Oscarsson Staffan Malmsten   | Schweden    | 1:39,716 min |
| 3    | Vidas Kupčinskas Vaidas Mizeras     | Litauen     | 1:40,500 min |
| 4    | Akram Jurabajew Witali Anossow      | Usbekistan  | 1:42,524 min |
| 5    | Roberto Heinze Flamand Ralph Heinze | Mexiko      | 1:42,848 min |
| 6    | Andrey Mitkovets Yury Uliachenko    | Kirgisistan | 1:44,324 min |
| 7    | Conor Maloney Gary Mawer            | Irland      | 1:44,375 min |

#### Hoffnungslauf  2
| Rang | Athleten                          | Nation              | Zeit         |
| ---- | --------------------------------- | ------------------- | ------------ |
| 1    | Thor Nielsen Jesper Staal         | Dänemark            | 1:36,419 min |
| 2    | Karel Leština Jiří Polívka        | Tschechien          | 1:37,119 min |
| 3    | Rui Fernandes Joaquim Queiróz     | Portugal            | 1:37,499 min |
| 4    | Diego Cánepa Sergio Mangín        | Argentinien         | 1:39,535 min |
| 5    | David Taboureau Mark Vendeweyer   | Belgien             | 1:39,619 min |
| 6    | Ilfat Gatjatullin Dmitri Torlopow | Kasachstan          | 1:40,215 min |
| 7    | Xu Haifeng Wu Yubiao              | Volksrepublik China | 1:41,035 min |

### Halbfinalläufe
Die ersten vier Boote des jeweiligen Halbfinals und der zeitbessere Fünfte erreichten das Finale.

#### Halbfinale 1
| Rang | Athleten                         | Nation             | Zeit         |
| ---- | -------------------------------- | ------------------ | ------------ |
| 1    | Beniamino Bonomi Daniele Scarpa  | Italien            | 1:29,661 min |
| 2    | Daniel Collins Andrew Trim       | Australien         | 1:29,937 min |
| 3    | Milko Kasanow Andrian Duschew    | Bulgarien          | 1:30,641 min |
| 4    | Zsolt Gyulay Krisztián Bártfai   | Ungarn             | 1:30,725 min |
| 5    | Jovino González Gregorio Vicente | Spanien            | 1:31,137 min |
| 6    | Stein Jorgensen John Mooney      | Vereinigte Staaten | 1:32,253 min |
| 7    | Karel Leština Jiří Polívka       | Tschechien         | 1:32,517 min |
| 8    | Vidas Kupčinskas Vaidas Mizeras  | Litauen            | 1:32,693 min |
| 9    | Diego Cánepa Sergio Mangín       | Argentinien        | 1:37,177 min |

#### Halbfinale 2
| Rang | Athleten                          | Nation      | Zeit         |
| ---- | --------------------------------- | ----------- | ------------ |
| 1    | Kay Bluhm Torsten Gutsche         | Deutschland | 1:29,883 min |
| 2    | Oleg Gorobi Anatoli Tischtschenko | Russland    | 1:30,031 min |
| 3    | Maciej Freimut Adam Wysocki       | Polen       | 1:30,243 min |
| 4    | Daniel Stoian Romică Șerban       | Rumänien    | 1:30,611 min |
| 5    | Thor Nielsen Jesper Staal         | Dänemark    | 1:30,659 min |
| 6    | Rui Fernandes Joaquim Queiróz     | Portugal    | 1:31,559 min |
| 7    | Markus Oscarsson Staffan Malmsten | Schweden    | 1:31,811 min |
| 8    | David Taboureau Mark Vendeweyer   | Belgien     | 1:34,807 min |
| 9    | Akram Jurabajew Witali Anossow    | Usbekistan  | 1:35,543 min |

### Finale
| Rang | Athleten                          | Nation      | Zeit         |
| ---- | --------------------------------- | ----------- | ------------ |
| 1    | Kay Bluhm Torsten Gutsche         | Deutschland | 1:28,697 min |
| 2    | Beniamino Bonomi Daniele Scarpa   | Italien     | 1:28,729 min |
| 3    | Daniel Collins Andrew Trim        | Australien  | 1:29,409 min |
| 4    | Oleg Gorobi Anatoli Tischtschenko | Russland    | 1:29,677 min |
| 5    | Maciej Freimut Adam Wysocki       | Polen       | 1:29,937 min |
| 6    | Zsolt Gyulay Krisztián Bártfai    | Ungarn      | 1:30,001 min |
| 7    | Daniel Stoian Romică Șerban       | Rumänien    | 1:30,063 min |
| 8    | Milko Kasanow Andrian Duschew     | Bulgarien   | 1:30,513 min |
| 9    | Thor Nielsen Jesper Staal         | Dänemark    | 1:30,753 min |